# Gornja Tramošnja (Oštra Luka)
Gornja Tramošnja (szerbül: Горња Трамошња) falu Bosznia-Hercegovinában, a Szerb Köztársaságban, Oštra Luka községben. Gornja Tramošnja településnek a Szerb Köztársaság terülétéhez került, nagyobbik része.

## Fekvése
Bosznia-Hercegovina északnyugati részén, Banja Lukától légvonalban 31, közúton 53 km-re délnyugatra, Prijedortól légvonalban 28, közúton 49 km-re délre, községközpontjától  légvonalban 17, közúton 31 km-re délkeletre, a Tramošnjica-patak völgye feletti hegyvidéki területen fekszik. A Tramošnjica-patak Podglavicától északkeletre, 638 méteres tengerszint feletti magasságban ered, majd Donja és Gornja Tramošnja között átfolyva Kijevónál egyesül a Gluvać-patakkal, Kijevska Rijeka néven folyik tovább nyugatfelé, hogy Lužana és Tomina között ömöljön a Szanába.

## Népessége
| Nemzetiségi csoport | Népesség 1991 | Népesség 2013 |
| ------------------- | ------------- | ------------- |
| Szerb               | 246           | 83            |
| Bosnyák             | 0             | 0             |
| Horvát              | 0             | 0             |
| Jugoszláv           | 0             | 0             |
| Egyéb               | 1             | 0             |
| Összesen            | 247           | 83            |

## Története
Tramošnja története során mindvégig szerb lakosságú volt. 1878-ig az Oszmán Birodalomhoz tartozott, majd az Osztrák–Magyar Monarchia annektálta. Az első osztrák-magyar népszámlálás során 1879-ben Tramošnjának 827 lakosából 822 ortodox szerb és 5 katolikus horvát volt. 1910-ben Tramošnjának már 1132 lakosa volt. A tramošnjai állami elemi iskola 1933-ban nyílt meg. 1941-ben Donja és Gornja Tramošnjának csak szerb lakosa volt. 1941. május 6. és 8. között a szomszédos Kijevónál nagy összecsapások voltak a horvát usztasa csapatok, a német megszállók és a szerb felkelők között, amelyben Tramošnja lakosai közül is többen részt vettek. Az összecsapások után a felkelők a túlerőben levő usztasa és német csapatok elől Tramošnja erdős, hegyes határába menekültek.
A boszniai háború idején sok más szerbek lakta faluhoz hasonlóan Gornja Tramošnja is elpusztult. A szerb lakosság száma akkor esett vissza, amikor 1995-ben a Sana hadművelet során a bosnyák kormánycsapatok elfoglalták a falut a szerbektől és a távozó szerb csapatokkal a szerb lakosság is elmenekült. A háború után Tramošnja egykor létező hatvan háztartásából csak harminc tért vissza.
A településen az 1991-es népszámlálás adatai szerint 247-en éltek. A boszniai háborút lezáró daytoni békeszerződés rendelkezése alapján az ország területét felosztották a Bosznia-hercegovinai Föderáció és a boszniai Szerb Köztársaság között. A békeszerződés utáni területmegosztási megállapodás értelmében a háború előtti település területének nagyobbik része, 22,75 km2 területtel a Boszniai Szerb Köztársasághoz és Oštra Luka községhez került, míg a település területének kisebbik része, 5,83 km2 területtel a Bosznia-hercegovinai Föderáció Una-Szanai kantonjában levő Sanski Most község területénél maradt.

## Nevezetességei
- Szent Illés próféta tiszteletére szentelt pravoszláv temploma 1939-ben épült.